# Протопоповка (Арзамасский район)
Протопо́повка — село в Арзамасском районе Нижегородской области. Входит в состав Кирилловского сельсовета.

## Население
| 1999 | 2002 | 2010 |
| ---- | ---- | ---- |
| 546  | ↘487 | ↘371 |

## История
В начале XVIII века деревня была известна под названием Никифоровка. Второе название - Протопоповка - деревня получила потому, что принадлежала Арзамасскому Воскресенскому собору с его настоятелем - протопопом (протоиереем): "1710 году написано за протопопом за Гаврилом Васильевым с братьей".

## Церковь
Церковь во имя иконы Божией Матери «Не рыдай Мене Мати» 1819 года постройки Церковь одноэтажная с двухъярусной колокольней. Один из престолов храма носит имя преподобного Сергия Радонежского.
Храм закрыт в 1934 году. В советские годы церковный купол с крестом был сброшен, а из камня надстроили второй этаж и некоторое время использовали как школу.
Летом 2014 года в помещении бывшего алтаря были застеклены окна, оштукатурены стены, застелен пол, установлена входная дверь. 8 октября была совершена первая с 1934 года Божественная литургия. Попечение о храме было возложено на протоиерея Игоря Медведева.
12 октября 2014 года возле храма на бывшей церковной кладбищенской земле был установлен поклонный крест.

## Уроженцы
Здесь родился герой Советского Союза — Иван Семёнович Ваганов